# カーメン・ブラッカー
カーメン・ブラッカー（Carmen Blacker、1924年7月13日 – 2009年7月13日）は、イギリスのサリー出身の日本学者、民俗学者。ケンブリッジ大学東洋学部教授。1982年から1984年まで英国民俗学会長を務めた。

## 経歴
1924年、イギリスのケンジントンで生まれた。父は優生学者のカルロス・ブラッカー。ロンドン大学東洋アフリカ研究学院で学んだ。第二次世界大戦中にブレッチリー・パークに置かれた政府暗号学校にスカウトされ、業務に従事。1947年、東洋アフリカ研究学院を卒業。同年、オックスフォードのサマーヴィル・カレッジに入学。
1952年より日本を訪問。慶應義塾大学に留学し、福沢諭吉の研究も行った。1955年、ケンブリッジ大学助教に就任。1975年には南方熊楠に関する著書『The Catalpa Bow』、「あずさ弓 日本におけるシャーマン的行為」（秋山さと子訳、岩波書店）を著した。1997年には南方熊楠特別賞を受賞している。
2009年7月13日、85歳で亡くなっている。

## 家族・親族
- 父：カルロス・ブラッカー(Carlos Paton Blacker)は優生学者。
- 妹：アン・テティス・ブラッカー(Ann Thetis Blacker)は画家、歌手。バティックデザインで知られる。
- 夫：マイケル・ローウェは東洋学者。